# Arborn
Arborn ist seit 1977 ein Ortsteil der Gemeinde Greifenstein im mittelhessischen Lahn-Dill-Kreis.

## Geographie
Arborn liegt am Südhang des Westerwaldes. 
In der Gemarkung liegt der Knoten, mit 605 m ü. NHN einer der höchsten Berge im hessischen Teil des Westerwaldes.

## Geschichte

### Ortsgeschichte
Die erste bekannte urkundliche Erwähnung erfolgte im Jahr 1391 unter dem Namen Alborn. Am 17. Juni des genannten Jahres belehnte Bischof Eckard von Worms den Ritter Conrad von Essershausen mit der Burg Essershausen, sowie Zehnt- und anderen Grundrechten Weilmünster, Mengerskirchen und Arborn. Damit lernen wir die Grundherren kennen, unter denen Arborn zwar nicht gegründet, wohl aber umbenannt wurde. Es sind die Bischöfe von Worms. Die Nassauer Grafen erwarben den Wormser Besitz in der Calenberger Zent, zu der auch Arborn gehörte und waren infolgedessen Rechtsnachfolger der Bischöfe geworden. Außerdem zeigen Verkäufe und Verpfändungen, dass die Beilsteiner Grafen nahezu die ganze Arborner Dorfmark als Eigentum in Anspruch nahmen.
Hessische Gebietsreform (1970–1977)
Zum 1. Januar 1977 wurde die Gemeinde Arborn im Zuge der Gebietsreform in Hessen mit den bis dahin ebenfalls selbstständigen Gemeinden Greifenstein, Beilstein, Nenderoth, Odersberg und Ulmtal kraft Landesgesetz zur neuen Großgemeinde Greifenstein zusammengeschlossen. Für Arborn wurde, wie für alle ehemals eigenständigen Gemeinden von Greifenstein, ein Ortsbezirk mit Ortsbeirat und Ortsvorsteher nach der Hessischen Gemeindeordnung gebildet. Sitz der Gemeindeverwaltung wurde der Ortsteil Beilstein.

### Verwaltungsgeschichte im Überblick
Die folgende Liste zeigt die Staaten bzw. Herrschaftsgebiete und deren untergeordnete Verwaltungseinheiten, in denen Arborn lag:
- 14. Jahrhundert: Heiliges Römisches Reich, Nassau-Dillenburg, Kalenberger Zent
- 1343–1561: Heiliges Römisches Reich, Nassau-Beilstein, Amt Beilstein
- 1562–1606: Heiliges Römisches Reich, Nassau-Dillenburg, Amt Beilstein
- 1607–1620:  Heiliges Römisches Reich, Nassau-Beilstein, Amt Beilstein
- ab 1621 Heiliges Römisches Reich, Grafschaft/Fürstentum Nassau-Diez, Amt Beilstein
- ab 1790: Heiliges Römisches Reich, Fürstentum Nassau-Diez, Amt Mengerskirchen
- 1806–1813: Großherzogtum Berg, Département Sieg, Arrondissement Dillenburg, Kanton Driedorf
- 1813–1815: Fürstentum Nassau-Oranien, Amt Mengerskirchen
- ab 1816: Herzogtum Nassau, Amt Herborn
- ab 1849: Herzogtum Nassau, Kreisamt Herborn
- ab 1854: Herzogtum Nassau, Amt Herborn
- ab 1867: Norddeutscher Bund[Anm. 1], Königreich Preußen, Provinz Hessen-Nassau, Regierungsbezirk Wiesbaden, Dillkreis
- ab 1871: Deutsches Reich, Königreich Preußen, Provinz Hessen-Nassau, Regierungsbezirk Wiesbaden, Dillkreis
- ab 1918: Deutsches Reich, Freistaat Preußen, Provinz Hessen-Nassau, Regierungsbezirk Wiesbaden, Dillkreis
- ab 1932: Deutsches Reich, Freistaat Preußen, Provinz Hessen-Nassau, Regierungsbezirk Wiesbaden, Landkreis Dillenburg
- ab 1933: Deutsches Reich, Freistaat Preußen, Provinz Hessen-Nassau, Regierungsbezirk Wiesbaden, Dillkreis
- ab 1944: Deutsches Reich, Freistaat Preußen, Provinz Nassau, Dillkreis
- ab 1945: Amerikanische Besatzungszone, Groß-Hessen, Regierungsbezirk Wiesbaden, Dillkreis
- ab 1946: Amerikanische Besatzungszone, Land Hessen, Regierungsbezirk Wiesbaden, Dillkreis
- ab 1949: Bundesrepublik Deutschland, Land Hessen, Regierungsbezirk Wiesbaden, Dillkreis
- ab 1968: Bundesrepublik Deutschland, Land Hessen, Regierungsbezirk Darmstadt, Dillkreis
- ab 1977: Bundesrepublik Deutschland, Land Hessen, Regierungsbezirk Darmstadt, Lahn-Dill-Kreis, Gemeinde Greifenstein[Anm. 2]
- ab 1981: Bundesrepublik Deutschland, Land Hessen, Regierungsbezirk Gießen, Lahn-Dill-Kreis, Gemeinde Greifenstein

### Bevölkerung
Einwohnerstruktur 2011
Nach den Erhebungen des Zensus 2011 lebten am Stichtag dem 9. Mai 2011 in Arborn 576 Einwohner. Darunter waren 6 (1,0 %) Ausländer.
Nach dem Lebensalter waren 99 Einwohner unter 18 Jahren, 246 waren zwischen 18 und 49, 114 zwischen 50 und 64 und 117 Einwohner waren älter. Die Einwohner lebten in 364 Haushalten. Davon waren 74 Singlehaushalte, 81 Paare ohne Kinder und 81 Paare mit Kindern, sowie 24 Alleinerziehende und 3 Wohngemeinschaften. In 63 Haushalten lebten ausschließlich Senioren und in 168 Haushaltungen leben keine Senioren.
Einwohnerentwicklung
| Arborn: Einwohnerzahlen von 1834 bis 2020 | Arborn: Einwohnerzahlen von 1834 bis 2020 | Arborn: Einwohnerzahlen von 1834 bis 2020 | Arborn: Einwohnerzahlen von 1834 bis 2020 | Arborn: Einwohnerzahlen von 1834 bis 2020 |
| --- | ----------------------------------------- | ----------------------------------------- | ----------------------------------------- | ----------------------------------------- |
| Jahr |                                           |                                           |                                           | Einwohner                                 |
| 1834 | 1834                                      |                                           | 411                                       | 411                                       |
| 1840 | 1840                                      |                                           | 411                                       | 411                                       |
| 1846 | 1846                                      |                                           | 447                                       | 447                                       |
| 1852 | 1852                                      |                                           | 450                                       | 450                                       |
| 1858 | 1858                                      |                                           | 452                                       | 452                                       |
| 1864 | 1864                                      |                                           | 480                                       | 480                                       |
| 1871 | 1871                                      |                                           | 410                                       | 410                                       |
| 1875 | 1875                                      |                                           | 419                                       | 419                                       |
| 1885 | 1885                                      |                                           | 435                                       | 435                                       |
| 1895 | 1895                                      |                                           | 452                                       | 452                                       |
| 1905 | 1905                                      |                                           | 452                                       | 452                                       |
| 1910 | 1910                                      |                                           | 422                                       | 422                                       |
| 1925 | 1925                                      |                                           | 464                                       | 464                                       |
| 1939 | 1939                                      |                                           | 428                                       | 428                                       |
| 1946 | 1946                                      |                                           | 577                                       | 577                                       |
| 1950 | 1950                                      |                                           | 530                                       | 530                                       |
| 1956 | 1956                                      |                                           | 475                                       | 475                                       |
| 1961 | 1961                                      |                                           | 469                                       | 469                                       |
| 1967 | 1967                                      |                                           | 493                                       | 493                                       |
| 1970 | 1970                                      |                                           | 500                                       | 500                                       |
| 1980 | 1980                                      |                                           | ?                                         | ?                                         |
| 1990 | 1990                                      |                                           | ?                                         | ?                                         |
| 2000 | 2000                                      |                                           | ?                                         | ?                                         |
| 2011 | 2011                                      |                                           | 577                                       | 577                                       |
| 2015 | 2015                                      |                                           | 598                                       | 598                                       |
| 2020 | 2020                                      |                                           | 620                                       | 620                                       |
| Datenquelle: Historisches Gemeindeverzeichnis für Hessen: Die Bevölkerung der Gemeinden 1834 bis 1967. Wiesbaden: Hessisches Statistisches Landesamt, 1968. Weitere Quellen: LAGIS; Gemeinde Greifenstein; Zensus 2011 |                                           |                                           |                                           |                                           |

Religionszugehörigkeit
| 1885: | 434 evangelische (= 99,77 %), ein katholischer (= 0,23 %) Einwohner |
| 1961: | 429 evangelische (= 91,47 %), 35 katholische (= 7,46 %) Einwohner   |

## Ortsbeirat
Für den Ortsteil Arborn gibt es einen fünfköpfigen Ortsbeirat mit Ortsvorsteher. Nach den Kommunalwahlen in Hessen 2021 ist der Ortsvorsteher Gilbert Held.

## Kultur und Sehenswürdigkeiten

### Bauwerke
Arborn besitzt einen Ortskern aus mehreren Fachwerkhäusern, die zum Teil aus dem 17. Jahrhundert stammen. Dieser Ortskern wird von dem historischen Schulhaus geprägt, einer 1717 erbauten Kapellenschule mit Dachreiter, die vom örtlichen Heimatverein zu einem Museum ausgebaut wurde. Im Obergeschoss des Schulhauses befand sich ein Betsaal. Gemeinsam mit dem Backes aus dem Jahr 1800 begrenzt das Schulhaus einen kleinen Platz.

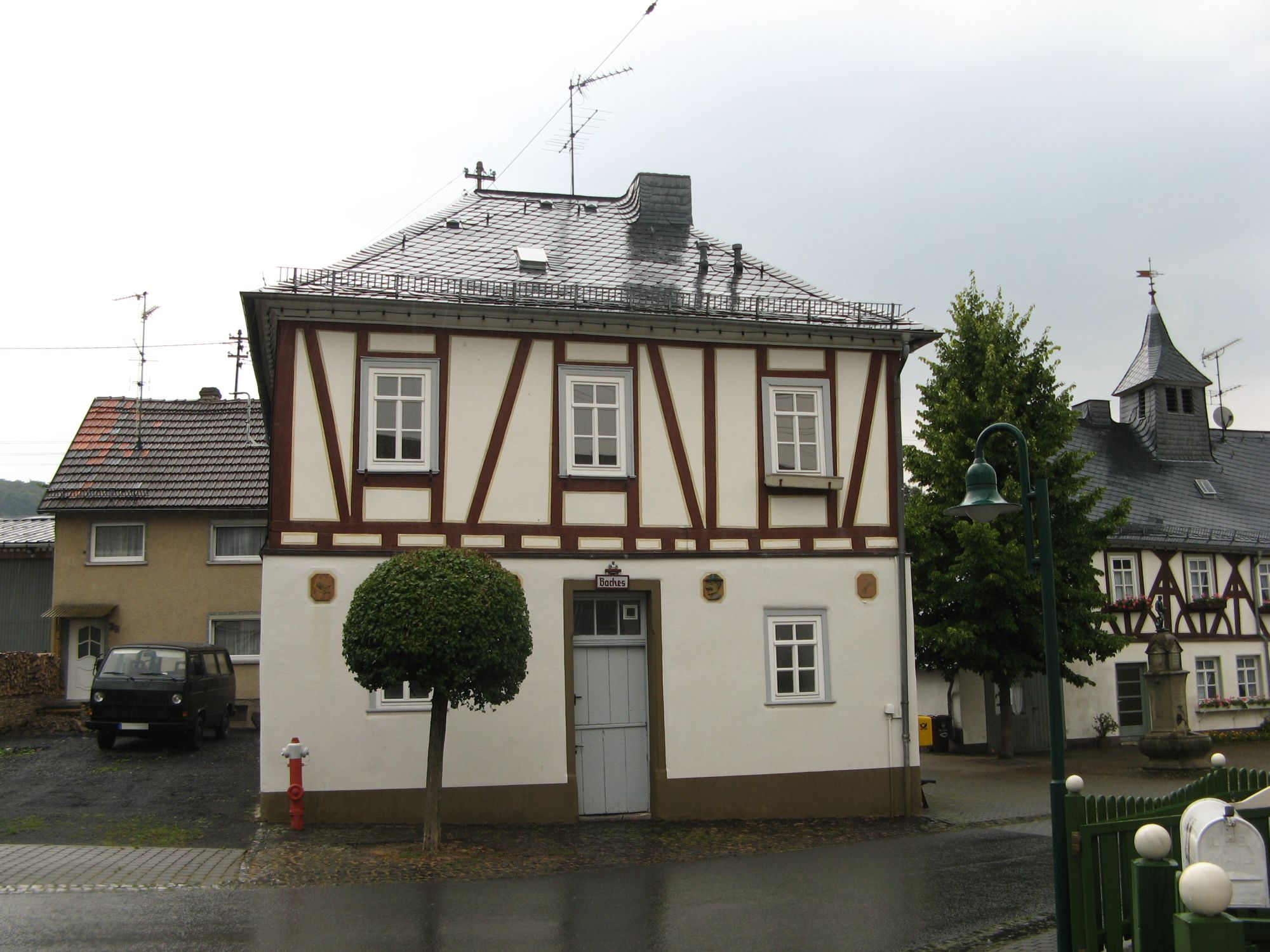
Backes in Arborn
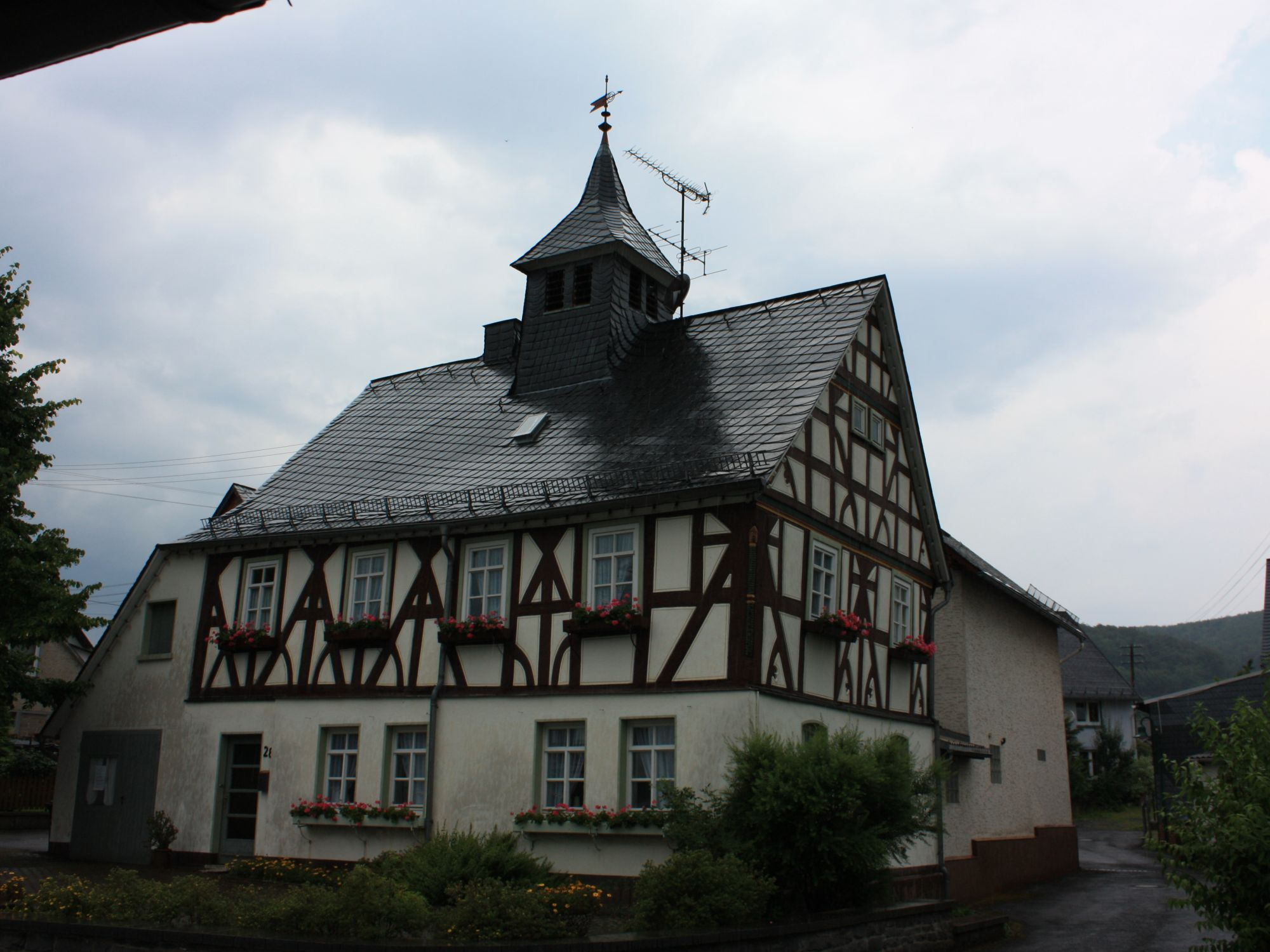
Altes Schulhaus im Ortskern

### Regelmäßige Veranstaltungen
In Arborn wird alljährlich von den Jugendlichen, die in diesem Jahr ihren 13. Geburtstag feiern, der Pfingstbaum aufgestellt, ein Brauch, den es in dieser Form nur in diesem Ort im Westerwald gibt.